# Aeneator valedictus
Aeneator valedictus är en snäckart som först beskrevs av Watson 1886.  Aeneator valedictus ingår i släktet Aeneator och familjen valthornssnäckor. Inga underarter finns listade i Catalogue of Life.